# Самарський гусарський полк
Самарський гусарський полк — кінний полк Російської імперії.
1764 року Молдавський гусарський полк, що знаходився у Києві «на неперемінній квартирі», був переведений південніше Дніпровського пікінерного полку до устя Самари з центром у Самарі на землі Запорозької Січі, і був перейменований на Самарський гусарський полк.
Разом з Бахмутським гусарським і Луганським пікінерним полками він входив до складу Бахмутської провінції Новоросійської губернії.
Після утворенням 1769 року Молдавського гусарського полку на межі Єлизаветградської провінції і Запорозької Січі, Самарський полк було скасовано.